# Elise Kiener
 (avril 2019).
Elise Kiener, née le 17 mai 1853 à Tavannes, en Suisse et morte le 2 mai 1919 à Sefula en Rhodésie du Nord (Zambie actuelle), est une missionnaire suisse.

## Biographie
Marie-Elise Kiener est née le 17 mai 1853 à Tavannes en Suisse Société des Missions de Paris. Elle est la fille de Frédéric Kiener de Zetzwil et de Cécile Julie née Droz de Mont-Tramelan. 
Elle est institutrice à Dombresson dans le canton de Neuchâtel de 1872-1889.  
Elle s’engage dans la communauté de l’Église indépendante : école du dimanche, Union Chrétienne, société de tempérance, etc. 
En 1879, elle se porte volontaire pour rejoindre le missionnaire François Coillard, fondateur de la Mission du Zambèze sous l’égide de la Société des Missions évangéliques de Paris. En 1885, celui-ci s’est installé à Sesheke, une importante chefferie du pays Lozi. Cette région, découverte en 1851 par l’explorateur David Livingstone, est encore à l’écart de toute influence coloniale jusqu’à l’arrivée des agents anglais de Cecil Rhodes à la fin du siècle. 
Elise Kiener dépose sa candidature la même année auprès de la Société des missions évangéliques de Paris. Ce n'est qu'en 1889 qu'elle est envoyée en tant qu'institutrice-missionnaire le long du fleuve Zambèze. Son voyage la conduit à Paris, Londres, Lisbonne en bateau jusqu’au Cap puis elle traverse de la moitié du continent africain, en train, en wagon à bœuf et en bateau jusque sur les rives du fleuve Zambèze, à la station de Séshéké. Elle occupe successivement des postes à Sefula (dès octobre 1890), à Kazungula et enfin à Lealui. Alors que de nombreux missionnaires sont appelés sur les fronts d'Europe pendant la Grande Guerre, elle devient doyenne de la Mission du Zambèze et prend la direction de la station de Mabumbu. 
Elle œuvrera toute sa vie dans les différentes écoles de cette mission, mis à part deux séjours de repos en Europe entre 1898 et1901 et entre 1909 et 1910. D'apparence fragile, le Comité de Paris, effrayé à l’examen de sa candidature par la frêle constitution de la jeune femme, n’autorise son départ qu’à condition qu’elle en prenne elle-même l’entière responsabilité. En fait, elle connaîtra une carrière d’une exceptionnelle longévité, alors que nombre de ses collègues succomberont sous la rudesse du climat zambézien. C'est ainsi que mademoiselle Kiener devient doyenne de la Mission du Zambèze lorsqu’elle meurt le 2 mai 1919 à Sefula où elle est enterrée auprès de François Coillard.

## Sources d'archives
Les Archives de l'État de Neuchâtel conservent un fonds concernant Elise Kiener qui contient essentiellement de la correspondance (1890-1901), son journal, ainsi que des documents photographiques et quelques coupures de presse. 
- Fonds : Elise Kiener (1890 – 1915).  Cote : KIENER ELISE. Archives de l'État de Neuchâtel (présentation en ligne).